# Rikskonserter
Rikskonserter var en svensk statlig stiftelse som under åren 1968–2010 arrangerade konserter och konsertturnéer i Sverige och utomlands. Det var västerländsk konstmusik, bland annat kammarmusik och körmusik, samt jazz och folk- och världsmusik. Rikskonserter genomförde en rad utlandssatsningar, var svensk part i internationella samarbeten och utbyten, samt motor i flera festivaler och tävlingar. Rikskonserter gav dessutom ut skivor, böcker och tidskrifter, bland mycket annat.
På baksidan av boken Levande musik i hela landet med underrubriken "Rikskonserter från början till slut" skriver författaren Klas Gustafson: "Rikskonserter kom inte till av en slump. Det låg gediget arbete bakom. Enveten opinionsbildning, drygt tjugo års funderande, två statliga utredningar med totalt tretton sakkunniga män och sakkunnig kvinna föregick starten, samt för säkerhets skulle även femårig försöksverksamhet. Grundligt utredd, väl förankrad och omsorgsfullt testad gjorde Rikskonserter entré i svenskt musikliv upprorsåret 1968."
Med tanke på årtalet är det lätt att dra slutsatsen att Rikskonserter var en idéfrukt av 1960-talets politiska strömningar. Faktum är att de första tankarna om en organisation/myndighet med ett liknande uppdrag härrör från mitten av 1930-talet.  Den dåvarande ecklesiastikministern Arthur Engberg "hade grundat Riksteatern 1934 och ville åstadkomma en liknande organisation för musiken", skriver Gustafson. 1947 års musikutredning var inne på samma spår, men det kom, av olika skäl, att dröja till 1964 innan försöksverksamheten inleddes och till 1968 innan verksamheten permanentades.

## Kulturpolitiska mål
Som statlig stiftelse lydde Rikskonserter under Kulturdepartementet och styrdes ytterst av de nationella, kulturpolitiska mål som Riksdagen beslutat om. Det innebar i korthet att Rikskonserter skulle:
- bidra till bredd och variation i musikutbudet i hela landet,
- komplettera regional och lokal musikproduktion och i samarbete med andra intressenter arrangera konsertturnéer samt stödja musikfestivaler och andra större musikevenemang,
- främja utvecklingen av olika musikgenrer och genom service till musiklivets intresseorganisationer verka för att svenskt musikliv berikades genom ökade kontakter med andra länder,
- i verksamheten integrera ett jämställdhets- och mångfaldsperspektiv, liksom ett barnperspektiv, bland annat genom att barns och ungdomars möjlighet till inflytande och delaktighet ökar.

För att leva upp till dessa mål krävdes en mångfacetterad verksamhet. Men kärnan i Rikskonserters verksamhet var och förblev under de dryga 40 åren de nationella turnéerna med svenska eller utländska artister, i alla genrer och format, från solist över mindre ensembler till fullskaliga symfoniorkestrar.
Under de tidiga åren, skarven mellan 1960- och 1970-tal, kännetecknades en stor del av verksamheten av en uppsökande och pedagogisk iver. Pionjärer under denna banbrytande tid var bland andra Freskkvartetten, stråkkvartetten som var anställd under en handfull år och som hann med att besöka oräkneliga orter ”mellan Aborrträsk och Öxneröd”. Här fanns också sångerskan Dorothy Irving. ”Genom Rikskonserter har hon dessutom framträtt på sjukhem och skolor över hela landet, i kyrkor och fabriker, i IOGT-loger och Folkets hus, i flyghangaren i Östersund och sporthallen i Rättvik”, skriver Gustafson vidare. 

## Nationella turnéer
2000–2010 spelades strax under 700 konserter per år, vilka nådde drygt 126 000 människor årligen, enligt Rikskonserter i siffror. Där står också att läsa att sammanlagt 2944 artister anlitades 1998–2010, att 503 orter besöktes och att Rikskonserter under samma period samarbetade med 958 arrangörer.
En samarbetspartner var Sveriges alla länsmusikstiftelser, som såg dagens ljus 1988. Då genomgick Rikskonserter en stor omorganisation. De tidigare regionalkontoren knoppades av och blev självständiga aktörer, men med ett intimt om än laddat förhållande till den statliga stiftelsen Rikskonserter. Men lika ofta samarbetade Rikskonserter med små lokala arrangörer som till subventionerat pris kunde erbjuda sin publik världsartister. Det sista året turnerade till exempel Fabio Biondi med Europa Galante, Lahtis symfoniorkester, Rigmor Gustafsson med radio.string.quartet.vienna och The McDades till stora såväl som små orter över hela Sverige.

## Böcker och tidskrifter
Men Rikskonserter var långt mer än bara en förmedlare av nationella turnéer. Genom åren gav Rikskonserter ut en rad böcker författade av sina medarbetare. Lars Westins och Jan Bruérs Jazz - musik, människor, miljöer och Dorothy Irvings Yrke: musiker är två exempel. De tre tidskrifterna Tonfallet (1969-1994), Musik (1994-1998) och Musik idag (1999-2001) speglade inte bara den aktuella tidsandan till form utan rapporterade också om det svenska musiklivet i stort och smått.
Tidigt gjordes också pedagogiskt material som den legendariska Musiklådan. Klas Gustafson skriver: ”… med bilder och band, enkla instrument och anvisningar inspirerades barn och vuxna att bygga instrument och musicera tillsammans utan krav på prestation och kvalitet. Den utvecklades i samarbete med Riksutställningar och väckte stort intresse – tusen lådor såldes till förskolor, skolor och andra institutioner. ”

## Caprice Records
Men Rikskonserter hade fler strängar på sin lyra. På det egna kvalitetsbolaget Caprice Records gavs en lång rad skivor ut. Efter en trevande start under etiketten Expo Norr kom verksamheten igång på allvar 1972. Med cirka 25 titlar om året byggde Caprice Records successivt upp en omfattande backkatalog. Här finns exempelvis serien ”Music from” som gjordes i samarbete med SIDA. Den rönte snabbt internationell uppmärksamhet med sina unika inspelningar av etnisk musik från länder som Vietnam, Guatemala och Moçambique. Antologin Svensk jazzhistoria summerar med sina tio volymer den svenska jazzens första 50 år på ett världsunikt sätt. Caprice Records gav framsynt nog också ut den första inspelningen av Allan Petterssons Barfotasånger, lät spela in Hilding Rosenbergs samtliga stråkkvartetter, tog sig an elektronisk musik från Litauen, gjorde musik för barn med och av bland andra Georg Riedel. 1972-2010 stod Caprice för den årliga Jazz i Sverige-skivan medan Rikskonserter ordnade turné för artisten eller gruppen. Det var en del i Rikskonserters uttalade arbete med att lansera unga, oetablerade artister nationellt och internationellt.

## Kompositionsbeställningar
En annan gren av Rikskonserters verksamhet var kompositionsbeställningarna. 1997-2010  beställdes enligt Rikskonserter i siffror 424 kompositioner för olika genrer och besättningar. Bland kompositörerna återfinns Paula af Malmborg Ward, Fabian Kallerdahl, Christer Lindwall, Catharina Backman, Benjamin Staern och Marie Samuelsson för att bara nämna en handfull.

## Musikfestivaler
Musikfestivaler var återigen en annan gren på Rikskonserter verksamhet. De flesta festivaler var resultaten av samarbeten mellan Rikskonserter och andra aktörer. Till Swedish Jazz Celebration slog Rikskonserter främst följe med Sveriges Radio och STIM/Svensk musik, under Stockholm New Music med Sveriges Radio, Berwaldhallen och Stockholms konserthus. Till Kalvfestivalen, Nya perspektiv och GAC handlade Rikskonserters roll mer om att bistå med ekonomiska och personella resurser, inta rollen som möjliggöraren, genom kommunikationsavdelning och inte minst sin ateljé där otaliga affischer och programböcker tagit form under åren. Även musiktävlingarna som Rikskonserter ansvarade för var frukten av samarbeten. Till exempel skapades Solistpriset tillsammans med Kungliga Musikaliska Akademien och den nationella ungdomstävlingen Musik direkt tillsammans med länsmusikstiftelserna.

## Orkester Norden, EMS och Kroumata
Rikskonserters inriktning på barn och ungdom manifesterades också i delaktighet i etablerandet av verksamheter som Orkester Norden, som samlar musikhögskoleelever från de nordiska länderna och genomför internationella turnéer, bland annat till Kina. Det internationella folkmusiklägret Ethno samlar sedan 1989 fortfarande varje sommar ett hundratal ungdomar från hela världen med bas i Rättvik och i samarbete med Folkmusikens hus. Under en rad år ordnade Rikskonserter också turnéer för vinnarna från panafrikanska tävlingen Music Crossroads. Dessutom var Rikskonserter svensk representant för det internationella nätverket Jeunesses Musicales International.
1995 tog Rikskonserter över Elektroakustisk Musik i Sverige (EMS), som från början var en självständig avdelning inom Sverige Radio. Målet var att låta EMS behålla sin nationella roll inom den elektroakustiska musiken genom att låta professionella tonsättare använda studiorna och att hålla kurser.
Den internationellt uppmärksammade slagverksensemblen Kroumata var också under en några år anställda av Rikskonserter, men knoppades av 1998.

## Nybrokajen 11
Rikskonserter hade från 1968 och framåt en rad olika adresser i Stockholm. Från och med 1998 gällde Nybrokajen 11. En av de grundläggande tankarna med flytten till Musikaliska akademiens hus var att stora delar av det svenska musiklivets organisationer skulle få plats. Bland annat flyttade Svensk Jazz och Riksförbundet för Folkmusik och Dans (RFoD) in i den anrika byggnaden och det intilliggande kontorshuset. En annan tanke var att Musikaliska akademiens stora sal skulle stå till musiklivets förfogande. Där skulle exempelvis länsmusiken kunna exponera sin verksamhet till en rimlig kostnad. En av de mindre scenerna på Nybrokajen 11, "Stallet", drevs av RFoD och blev snabbt Stockholms stora vattenhål för folk- och världsmusik.

## Ständigt ifrågasatt
Under sina dryga 40 år var Rikskonserter ständigt ifrågasatt, inte minst för sin programpolitik och storleken på administrationen. Det var också bidragande orsaker till den så kallade hearingprocessen om Rikskonserters roll i musikpolitiken och musiklivet som Utbildnings- och kulturdepartementet höll i augusti 2005. Några konkreta slutsatser sammanställdes i Kulturdepartementet i en sammanfattning. Men bland kraven på förändringar nämndes särskilt behovet av tydligare direktiv från regeringens sida. Enligt sammanfattningen uttryckte dock de flesta, som argumenterade för ett förändrat Rikskonserter, brist på förtroende för att organisationen skulle kunna genomföra förändringarna av egen kraft. Med det var bollen satt i rullning.
I september 2009 presenterades Kulturutredningen (SOU 2009:16) med förslaget att Rikskonserter ska läggas ned. I den därpå följande propositionen står det bland annat att ”De statliga insatserna på central nivå för musikområdet behöver reformeras. Regeringen föreslår därför att det statliga verksamhetsstödet till Stiftelsen Svenska rikskonserter upphör och att en ny plattform för musiken skapas. ... Regeringen avser att ge en särskild utredare i uppdrag att föreslå hur den nya musikplattformen bör utformas.”
22 februari 2010 presenterades så betänkandet ”I samspel med musiklivet - en ny nationell plattform för musiken” ( SOU 2010:12). I enlighet med detta beslutade den borgerliga regeringen 27 maj 2010 att helt lägga ned Rikskonserter vid årsskiftet 2010/11 och delvis föra över vissa funktioner till den nya musikmyndigheten Statens musikverk, däribland Caprice Records och EMS.
1 januari 2011 upphörde Rikskonserters verksamhet. I slutet av 2012 var stiftelsen slutligen avvecklad.